# 인수운수
인수운수(仁壽運輸)는 서울특별시 강북구 인수봉로 285 (수유동)에 위치한 마을버스 회사이다.

## 운행 노선
- ● 강북01번 : 호텔아카데미하우스.통일교육원↔백련사↔강북청소년수련관(난나, 선일교통 차고지 앞)↔희락슈퍼↔국립4·19민주묘지↔인수초등학교, 인수중학교↔국립재활원↔삼각산문화예술회관(강북구의회)↔가오리(柯五里)↔수유벽산아파트.어(魚)약국→수유동성당→수유동약국→수유역→ 빨래골차고지 → 호텔아카데미하우스.통일교육원

## 차고지
운행종료후 수유1동 빨래골 수유운수차고지 인근 삼안빌라아래 주차장에 주차를 하며 그곳은 전기 버스 충전소와 정비소를 겸하고 있다. 신차나 정비를 요하는 차량은 이곳으로 온다.

## 보유 차종
KGM 스마트 087, C090과 현대 그린시티로 운행한다.